# Sofficini
I sofficini sono un secondo piatto surgelato, prodotti dalla Findus azienda proprietaria del marchio. Sono una specie di fagottini a forma di mezzaluna avente come impasto un derivato della pasta choux, ripieni di formaggio fuso. Possono essere consumati fritti o cotti al forno.

## Storia
Prodotti a partire dal 1975 negli stabilimenti Sagit a Cisterna di Latina, i sofficini sono uno tra i prodotti più iconici della multinazionale svedese, accanto ai bastoncini di pesce. Ebbero successo anche a causa di una serie di azzeccati spot pubblicitari. Dal 1998 il testimonial del prodotto è Carletto, un camaleonte antropomorfo doppiato da Luca Dal Fabbro.

## Varianti
Alla ricetta tradizionale si sono aggiunte con gli anni numerose varianti, sempre a base di formaggi come mozzarella o cheddar, ma anche altri ripieni come pomodoro, spinaci, funghi, prosciutto cotto, salsiccia, patate, bacon, verdure miste (zucchine,  melanzane, carote e peperoni),  ragù o salamino piccante.